# لاملنغ
لاملنغ (بالفارسية: لاملنگ) هي قرية تقع في قسم انجيرآب الريفي في إيران. يقدر عدد سكانها بـ 624 نسمة بحسب إحصاء 2016.